# Структура федеральных органов исполнительной власти России (1994—2000)
Структура федеральных органов исполнительной власти (термин конституционного права) представляет собой перечень всех федеральных органов исполнительной власти. Утверждается Президентом Российской Федерации по предложению Председателя Правительства Российской Федерации в соответствии с Конституцией Российской Федерации 1993 г.
Утверждается с 1994 г. при каждой смене Правительства (в период работы Правительства одного состава в неё вносятся изменения).

## 10 января 1994 г. — 14 августа 1996 г.
Структура федеральных органов исполнительной власти, утвержденная Указом Президента Российской Федерации от 10 января 1994 г. № 66.
I. Правительство Российской Федерации
II. Федеральные органы исполнительной власти
1. Федеральные министерства
- Министерство топлива и энергетики Российской Федерации
- Министерство экономики Российской Федерации
- Министерство науки и технической политики Российской Федерации
- Министерство сельского хозяйства и продовольствия Российской Федерации
- Министерство обороны Российской Федерации[1]
- Министерство здравоохранения и медицинской промышленности Российской Федерации
- Министерство финансов Российской Федерации
- Министерство образования Российской Федерации
- Министерство охраны окружающей среды и природных ресурсов Российской Федерации
- Министерство юстиции Российской Федерации
- Министерство транспорта Российской Федерации
- Министерство внешних экономических связей Российской Федерации
- Министерство культуры Российской Федерации
- Министерство внутренних дел Российской Федерации[1]
- Министерство связи Российской Федерации
- Министерство Российской Федерации по сотрудничеству с государствами – участниками Содружества Независимых Государств
- Министерство социальной защиты населения Российской Федерации
- Министерство Российской Федерации по делам национальностей и региональной политике, по Указу Президента Российской Федерации от 4 марта 1996 г. № 318 — Министерство Российской Федерации по делам национальностей и федеративным отношениям
- Министерство иностранных дел Российской Федерации[1]
- Министерство путей сообщения Российской Федерации
- Министерство труда Российской Федерации
- Министерство Российской Федерации по делам гражданской обороны, чрезвычайным ситуациям и ликвидации последствий стихийных бедствий
- Министерство Российской Федерации по атомной энергии
- Министерство строительства Российской Федерации (введено Указом Президента Российской Федерации от 27 июня 1994 г. № 1336)
- Министерство оборонной промышленности Российской Федерации (введено Указом Президента Российской Федерации от 8 мая 1996 г. № 686)

2. Иные федеральные органы исполнительной власти
- Государственный комитет Российской Федерации по вопросам архитектуры и строительства (исключен Указом Президента Российской Федерации от 27 июня 1994 г. № 1336)
- Государственный комитет Российской Федерации по антимонопольной политике и поддержке новых экономических структур
- Государственный комитет Российской Федерации по высшему образованию
- Комитет Российской Федерации по торговле
- Комитет Российской Федерации по государственным резервам
- Государственный комитет Российской Федерации по промышленной политике
- Государственный комитет Российской Федерации по управлению государственным имуществом
- Государственный комитет санитарно-эпидемиологического надзора Российской Федерации
- Комитет Российской Федерации по земельным ресурсам и землеустройству
- Главное управление охраны Российской Федерации[1], по Указу Президента Российской Федерации от 2 августа 1996 г. № 1136 — Федеральная служба охраны Российской Федерации[1]
- Государственный комитет Российской Федерации по оборонным отраслям промышленности (исключен Указом Президента Российской Федерации от 8 мая 1996 г. № 686)
- Государственный комитет Российской Федерации по статистике
- Комитет Российской Федерации по делам молодежи, физической культуре и туризму (исключен Указом Президента Российской Федерации от 30 мая 1994 г. № 1109)
- Комитет Российской Федерации по физической культуре и туризму (введен Указом Президента Российской Федерации от 30 мая 1994 г. № 1109), по Указу Президента Российской Федерации от 3 августа 1994 г. № 1583 — Государственный комитет Российской Федерации по физической культуре и туризму
- Комитет Российской Федерации по делам молодежи (введен Указом Президента Российской Федерации от 30 мая 1994 г. № 1109)
- Комитет Российской Федерации по геологии и использованию недр
- Служба внешней разведки Российской Федерации[1]
- Комитет Российской Федерации по металлургии
- Государственный таможенный комитет Российской Федерации
- Комитет Российской Федерации по кинематографии
- Комитет Российской Федерации по рыболовству
- Федеральное агентство правительственной связи и информации[1]
- Комитет Российской Федерации по машиностроению
- Государственная налоговая служба Российской Федерации
- Комитет Российской Федерации по печати
- Федеральная служба геодезии и картографии России
- Федеральная пограничная служба – Главное командование Пограничных войск Российской Федерации[2][1]
- Комитет Российской Федерации по химической и нефтехимической промышленности
- Департамент налоговой полиции Российской Федерации, по Указу Президента Российской Федерации от 14 февраля 1996 г. № 197 — Федеральная служба налоговой полиции Российской Федерации
- Комитет Российской Федерации по патентам и товарным знакам
- Комитет Российской Федерации по водному хозяйству
- Федеральная служба контрразведки Российской Федерации[1], по Указу Президента Российской Федерации от 23 июня 1995 г. № 633 — Федеральная служба безопасности Российской Федерации[1]
- Комитет Российской Федерации по стандартизации, метрологии и сертификации
- Федеральная служба России по валютному и экспортному контролю
- Федеральная миграционная служба России
- Федеральная служба России по гидрометеорологии и мониторингу окружающей среды
- Федеральный горный и промышленный надзор России
- Российское космическое агентство
- Комитет Российской Федерации по драгоценным металлам и драгоценным камням
- Федеральная служба занятости России
- Федеральная служба лесного хозяйства России
- Федеральный надзор России по ядерной и радиационной безопасности, по Указу Президента Российской Федерации от 15 сентября 1994 г. № 1923 — Федеральный надзор России по ядерной и радиационной безопасности[1]
- Федеральная служба России по телевидению и радиовещанию[1]
- Федеральная служба России по надзору за страховой деятельностью
- Государственная архивная служба России[1]
- Высший аттестационный комитет Российской Федерации
- Федеральная служба России по сохранению культурных ценностей (введена Указом Президента Российской Федерации от 28 ноября 1994 г. № 2128)
- Государственный комитет Российской Федерации по военно-технической политике[1] (введен Указом Президента Российской Федерации от 30 декабря 1994 г. № 2251)
- Государственная фельдъегерская служба Российской Федерации (введена Указом Президента Российской Федерации от 24 января 1995 г. № 67)
- Временный Государственный комитет Российской Федерации по ликвидации последствий осетино-ингушского конфликта октября – ноября 1992 года (введен Указом Президента Российской Федерации от 15 февраля 1995 г. № 139)
- Государственный комитет Российской Федерации по поддержке и развитию малого предпринимательства (введен Указом Президента Российской Федерации от 6 июня 1995 г. № 563)
- Государственная хлебная инспекция при Правительстве Российской Федерации (введена Указом Президента Российской Федерации от 15 июля 1995 г. № 701)
- Управление делами Президента Российской Федерации[1] (введено Указом Президента Российской Федерации от 2 августа 1995 г. № 797)
- Федеральная служба железнодорожных войск Российской Федерации (ФСЖВ России) (введена Указом Президента Российской Федерации от 7 сентября 1995 г. № 903)
- Федеральная служба почтовой связи Российской Федерации (введена Указом Президента Российской Федерации от 17 октября 1995 г. № 1043)
- Государственный комитет Российской Федерации по вопросам развития Севера (введен Указом Президента Российской Федерации от 21 ноября 1995 г. № 1169)
- Федеральная энергетическая комиссия Российской Федерации (введена Указом Президента Российской Федерации от 29 ноября 1995 г. № 1194)
- Федеральная служба Российской Федерации по регулированию естественных монополий в области связи (введена Указом Президента Российской Федерации от 25 января 1996 г. № 96)
- Федеральная комиссия лотерей и игр Российской Федерации (введена Указом Президента Российской Федерации от 25 января 1996 г. № 97; Указом Президента Российской Федерации от 9 апреля 1996 г. № 509 установлено, что Федеральная комиссия лотерей и игр Российской Федерации приравнивается по статусу к государственному комитету Российской Федерации)
- Федеральная служба России по обеспечению государственной монополии на алкогольную продукцию (введена Указом Президента Российской Федерации от 8 февраля 1996 г. № 165)
- Федеральная служба Российской Федерации по регулированию естественных монополий на транспорте (введена Указом Президента Российской Федерации от 26 февраля 1996 г. № 276)
- Федеральная комиссия по недвижимому имуществу и оценке недвижимости (введена Указом Президента Российской Федерации от 28 февраля 1996 г. № 293)
- Федеральная авиационная служба России (введена Указом Президента Российской Федерации от 15 марта 1996 г. № 382)
- Федеральная служба морского флота России (введена Указом Президента Российской Федерации от 15 марта 1996 г. № 382)
- Федеральная служба речного флота России (введена Указом Президента Российской Федерации от 15 марта 1996 г. № 382)
- Федеральная автомобильно-дорожная служба России (введена Указом Президента Российской Федерации от 15 марта 1996 г. № 382)
- Государственный комитет Российской Федерации по лесной, целлюлозно-бумажной и деревообрабатывающей промышленности (введен Указом Президента Российской Федерации от 15 июня 1996 г. № 921)

## 14 августа 1996 г. — 9 июля 1997 г.
Структура федеральных органов исполнительной власти, утвержденная Указом Президента Российской Федерации от 14 августа 1996 г. № 1177.
I. Правительство Российской Федерации
II. Федеральные органы исполнительной власти
1. Федеральные министерства
- Министерство Российской Федерации по атомной энергии
- Министерство внешних экономических связей Российской Федерации
- Министерство внутренних дел Российской Федерации[1]
- Министерство Российской Федерации по делам гражданской обороны, чрезвычайным ситуациям и ликвидации последствий стихийных бедствий
- Министерство Российской Федерации по делам национальностей и федеративным отношениям
- Министерство здравоохранения Российской Федерации
- Министерство иностранных дел Российской Федерации[1]
- Министерство культуры Российской Федерации
- Министерство общего и профессионального образования Российской Федерации
- Министерство оборонной промышленности Российской Федерации
- Министерство обороны Российской Федерации[1]
- Министерство природных ресурсов Российской Федерации
- Министерство промышленности Российской Федерации
- Министерство путей сообщения Российской Федерации
- Министерство связи Российской Федерации
- Министерство сельского хозяйства и продовольствия Российской Федерации
- Министерство Российской Федерации по сотрудничеству с государствами – участниками Содружества Независимых Государств
- Министерство строительства Российской Федерации
- Министерство топлива и энергетики Российской Федерации
- Министерство транспорта Российской Федерации
- Министерство труда и социального развития Российской Федерации
- Министерство финансов Российской Федерации
- Министерство экономики Российской Федерации
- Министерство юстиции Российской Федерации, по Указу Президента Российской Федерации от 16 декабря 1997 г. № 1284 — Министерство юстиции Российской Федерации[1]

2. Иные федеральные органы исполнительной власти
Государственные комитеты Российской Федерации
- Государственный высший аттестационный комитет Российской Федерации
- Государственный комитет Российской Федерации по антимонопольной политике, по Указу Президента Российской Федерации от 6 сентября 1996 г. № 1326 — Государственный комитет Российской Федерации по антимонопольной политике и поддержке новых экономических структур
- Государственный комитет Российской Федерации по вопросам развития Севера
- Государственный комитет Российской Федерации по государственным резервам
- Государственный комитет Российской Федерации по делам молодежи
- Государственный комитет Российской Федерации по лесной, целлюлозно-бумажной и деревообрабатывающей промышленности
- Государственный комитет Российской Федерации по земельным ресурсам и землеустройству
- Государственный комитет Российской Федерации по кинематографии
- Государственный комитет Российской Федерации по науке и технологиям
- Государственный комитет Российской Федерации по охране окружающей среды
- Государственный комитет Российской Федерации по печати
- Государственный комитет Российской Федерации по поддержке и развитию малого предпринимательства
- Государственный комитет Российской Федерации по рыболовству
- Государственный комитет Российской Федерации по рынку ценных бумаг (исключен Указом Президента Российской Федерации от 6 сентября 1996 г. № 1326)
- Государственный комитет Российской Федерации по стандартизации, метрологии и сертификации
- Государственный комитет Российской Федерации по статистике
- Государственный таможенный комитет Российской Федерации
- Государственный комитет Российской Федерации по управлению государственным имуществом
- Государственный комитет Российской Федерации по физической культуре и туризму

Федеральные комиссии России
- Федеральная энергетическая комиссия Российской Федерации (введена Указом Президента Российской Федерации от 6 сентября 1996 г. № 1326)
- Федеральная комиссия по рынку ценных бумаг[1] (введена Указом Президента Российской Федерации от 6 сентября 1996 г. № 1326)
- Федеральная комиссия по недвижимому имуществу и оценке недвижимости (введена Указом Президента Российской Федерации от 6 сентября 1996 г. № 1326)

Федеральные службы России
- Федеральная авиационная служба России
- Федеральная архивная служба России[1]
- Федеральная миграционная служба России
- Федеральная налоговая служба России, по Указу Президента Российской Федерации от 6 сентября 1996 г. № 1326 — Государственная налоговая служба Российской Федерации[1]
- Федеральная пограничная служба России[1], по Указу Президента Российской Федерации от 6 сентября 1996 г. № 1326 — Федеральная пограничная служба Российской Федерации[1]
- Федеральная служба безопасности России[1], по Указу Президента Российской Федерации от 6 сентября 1996 г. № 1326 — Федеральная служба безопасности Российской Федерации[1]
- Федеральная служба внешней разведки России[1], по Указу Президента Российской Федерации от 6 сентября 1996 г. № 1326 — Служба внешней разведки Российской Федерации[1]
- Федеральная служба геодезии и картографии России
- Федеральная служба железнодорожных войск России[1], по Указу Президента Российской Федерации от 6 сентября 1996 г. № 1326 — Федеральная служба железнодорожных войск Российской Федерации[1]
- Федеральная служба лесного хозяйства России
- Федеральная служба налоговой полиции России, по Указу Президента Российской Федерации от 6 сентября 1996 г. № 1326 — Федеральная служба налоговой полиции Российской Федерации
- Федеральная служба охраны России[1], по Указу Президента Российской Федерации от 6 сентября 1996 г. № 1326 — Федеральная служба охраны Российской Федерации[1]
- Федеральная служба России по гидрометеорологии и мониторингу окружающей среды
- Федеральная служба России по обеспечению государственной монополии на алкогольную продукцию
- Федеральная служба России по регулированию естественных монополий в области связи
- Федеральная служба России по регулированию естественных монополий на транспорте
- Федеральная служба России по телевидению и радиовещанию[1]
- Федеральная энергетическая служба России (исключена Указом Президента Российской Федерации от 6 сентября 1996 г. № 1326)
- Федеральная служба России по валютному и экспортному контролю (введена Указом Президента Российской Федерации от 29 ноября 1996 г. № 1611)
- Федеральная дорожная служба России (введена Указом Президента Российской Федерации от 23 апреля 1997 г. № 403)
- Федеральная служба специального строительства России (введена Указом Президента Российской Федерации от 16 июля 1997 г. № 727)

Российские агентства
- Российское агентство по патентам и товарным знакам
- Российское космическое агентство
- Федеральное агентство правительственной связи и информации при Президенте Российской Федерации[1]

Федеральные надзоры России
- Федеральный горный и промышленный надзор России
- Федеральный надзор России по ядерной и радиационной безопасности[1]

Управление делами Президента Российской Федерации (введено Указом Президента Российской Федерации от 22 августа 1996 г. № 1234)

## 9 июля 1997 г. — 30 апреля 1998 г.
Структура федеральных органов исполнительной власти, утвержденная Указом Президента Российской Федерации от 14 августа 1996 г. № 1177 (в редакции Указа Президента Российской Федерации от 9 июля 1997 г. № 710).
I. Правительство Российской Федерации
II. Федеральные министерства
- Министерство Российской Федерации по атомной энергии
- Министерство внешних экономических связей и торговли Российской Федерации
- Министерство внутренних дел Российской Федерации[1]
- Министерство Российской Федерации по делам гражданской обороны, чрезвычайным ситуациям и ликвидации последствий стихийных бедствий
- Министерство Российской Федерации по делам национальностей и федеративным отношениям
- Министерство здравоохранения Российской Федерации
- Министерство иностранных дел Российской Федерации[1]
- Министерство культуры Российской Федерации
- Министерство науки и технологий Российской Федерации
- Министерство обороны Российской Федерации[1]
- Министерство общего и профессионального образования Российской Федерации
- Министерство природных ресурсов Российской Федерации
- Министерство путей сообщения Российской Федерации
- Министерство сельского хозяйства и продовольствия Российской Федерации
- Министерство Российской Федерации по сотрудничеству с государствами – участниками Содружества Независимых Государств
- Министерство топлива и энергетики Российской Федерации
- Министерство транспорта Российской Федерации
- Министерство труда и социального развития Российской Федерации
- Министерство финансов Российской Федерации
- Министерство экономики Российской Федерации
- Министерство юстиции Российской Федерации, по Указу Президента Российской Федерации от 16 декабря 1997 г. № 1284 — Министерство юстиции Российской Федерации[1]
- Министерство государственного имущества Российской Федерации (введено Указом Президента Российской Федерации от 30 сентября 1997 г. № 1063)

III. Иные федеральные органы исполнительной власти
1. Государственные комитеты Российской Федерации
- Государственный антимонопольный комитет Российской Федерации
- Государственный высший аттестационный комитет Российской Федерации
- Государственный комитет Российской Федерации по вопросам развития Севера
- Государственный комитет Российской Федерации по государственным резервам
- Государственный комитет Российской Федерации по делам молодежи
- Государственный комитет Российской Федерации по жилищной и строительной политике
- Государственный комитет Российской Федерации по земельным ресурсам и землеустройству
- Государственный комитет Российской Федерации по кинематографии
- Государственный комитет Российской Федерации по охране окружающей среды
- Государственный комитет Российской Федерации по печати
- Государственный комитет Российской Федерации по поддержке и развитию малого предпринимательства
- Государственный комитет Российской Федерации по связи и информатизации
- Государственный комитет Российской Федерации по стандартизации, метрологии и сертификации
- Государственный комитет Российской Федерации по статистике
- Государственный таможенный комитет Российской Федерации
- Государственный комитет Российской Федерации по управлению государственным имуществом (исключен Указом Президента Российской Федерации от 30 сентября 1997 г. № 1063)
- Государственный комитет Российской Федерации по физической культуре и туризму
- Государственный комитет Российской Федерации по обеспечению монополии на алкогольную продукцию (введен Указом Президента Российской Федерации от 10 января 1998 г. № 14)

2. Федеральные комиссии России
- Федеральная комиссия по недвижимому имуществу и оценке недвижимости
- Федеральная комиссия по рынку ценных бумаг[1]
- Федеральная энергетическая комиссия Российской Федерации

3. Федеральные службы России
- Федеральная авиационная служба России
- Федеральная архивная служба Российской Федерации[1]
- Федеральная служба безопасности Российской Федерации[1]
- Федеральная служба России по валютному и экспортному контролю
- Служба внешней разведки Российской Федерации[1]
- Федеральная служба геодезии и картографии
- Федеральная служба России по гидрометеорологии и мониторингу окружающей среды
- Федеральная служба России по делам о несостоятельности и финансовому оздоровлению
- Федеральная дорожная служба России
- Федеральная служба железнодорожных войск Российской Федерации[1]
- Федеральная служба лесного хозяйства России
- Федеральная миграционная служба
- Государственная налоговая служба Российской Федерации[1]
- Федеральная служба налоговой полиции Российской Федерации
- Федеральная служба России по обеспечению государственной монополии на алкогольную продукцию (исключена Указом Президента Российской Федерации от 10 января 1998 г. № 14)
- Федеральная служба охраны Российской Федерации[1]
- Федеральная пограничная служба Российской Федерации[1]
- Федеральная служба России по регулированию естественных монополий в области связи
- Федеральная служба России по регулированию естественных монополий на транспорте
- Федеральная служба России по телевидению и радиовещанию[1]
- Федеральная служба специального строительства России (введена Указом Президента Российской Федерации от 16 июля 1997 г. № 727)

4. Российские агентства
- Российское космическое агентство
- Российское агентство по патентам и товарным знакам
- Федеральное агентство правительственной связи и информации при Президенте Российской Федерации[1]

5. Федеральные надзоры России
- Федеральный горный и промышленный надзор России
- Федеральный надзор России по ядерной и радиационной безопасности[1]
- Управление делами Президента Российской Федерации[1]

## 30 апреля — 22 сентября 1998 г.
Структура федеральных органов исполнительной власти, утвержденная Указом Президента Российской Федерации от 30 апреля 1998 г. № 483.
I. Правительство Российской Федерации
II. Федеральные министерства
- Министерство Российской Федерации по атомной энергии
- Министерство внутренних дел Российской Федерации[1]
- Министерство государственного имущества Российской Федерации
- Министерство Российской Федерации по делам гражданской обороны, чрезвычайным ситуациям и ликвидации последствий стихийных бедствий[1]
- Министерство Российской Федерации по земельной политике, строительству и жилищно-коммунальному хозяйству
- Министерство здравоохранения Российской Федерации
- Министерство иностранных дел Российской Федерации[1]
- Министерство культуры Российской Федерации
- Министерство науки и технологий Российской Федерации
- Министерство обороны Российской Федерации[1]
- Министерство региональной и национальной политики Российской Федерации
- Министерство общего и профессионального образования Российской Федерации
- Министерство природных ресурсов Российской Федерации
- Министерство промышленности и торговли Российской Федерации
- Министерство путей сообщения Российской Федерации
- Министерство сельского хозяйства и продовольствия Российской Федерации
- Министерство топлива и энергетики Российской Федерации
- Министерство транспорта Российской Федерации
- Министерство труда и социального развития Российской Федерации
- Министерство финансов Российской Федерации
- Министерство экономики Российской Федерации
- Министерство юстиции Российской Федерации

III. Государственные комитеты Российской Федерации
- Государственный антимонопольный комитет Российской Федерации
- Государственный комитет Российской Федерации по кинематографии
- Государственный комитет Российской Федерации по вопросам развития Севера
- Государственный комитет Российской Федерации по государственным резервам
- Государственный комитет Российской Федерации по охране окружающей среды, по Указу Президента Российской Федерации от 13 августа 1998 г. № 961 — Государственный комитет Российской Федерации по охране окружающей среды и гидрометеорологии
- Государственный комитет Российской Федерации по печати
- Государственный комитет Российской Федерации по поддержке и развитию малого предпринимательства
- Государственный комитет Российской Федерации по связи и информатизации
- Государственный комитет Российской Федерации по статистике
- Государственный таможенный комитет Российской Федерации
- Государственный комитет Российской Федерации по физической культуре и туризму

IV. Федеральные комиссии России
- Федеральная комиссия по рынку ценных бумаг
- Федеральная энергетическая комиссия Российской Федерации

V. Федеральные службы России
- Государственная налоговая служба Российской Федерации
- Служба внешней разведки Российской Федерации[1]
- Федеральная авиационная служба России
- Федеральная архивная служба России
- Федеральная дорожная служба России
- Федеральная миграционная служба России
- Федеральная служба безопасности Российской Федерации[1]
- Федеральная служба России по валютному и экспортному контролю
- Федеральная служба железнодорожных войск Российской Федерации[1]
- Федеральная служба лесного хозяйства России
- Федеральная служба налоговой полиции Российской Федерации
- Федеральная служба охраны Российской Федерации[1]
- Федеральная служба России по делам о несостоятельности и финансовому оздоровлению
- Федеральная пограничная служба Российской Федерации[1]
- Федеральная служба России по регулированию естественных монополий в области связи
- Федеральная служба России по регулированию естественных монополий на транспорте
- Федеральная служба России по телевидению и радиовещанию

VI. Российские агентства
- Российское агентство по патентам и товарным знакам
- Российское космическое агентство
- Федеральное агентство правительственной связи и информации при Президенте Российской Федерации[1]

VII. Федеральные надзоры России
- Федеральный горный и промышленный надзор России
- Федеральный надзор России по ядерной и радиационной безопасности

VIII. Иные федеральные органы исполнительной власти* Управление делами Президента Российской Федерации
- Главное управление специальных программ Президента Российской Федерации[1]
- Государственная техническая комиссия при Президенте Российской Федерации[1]
- Комитет по конвенциальным проблемам химического и биологического оружия при Президенте Российской Федерации[1]

## 22 сентября 1998 г. — 25 мая 1999 г.
Структура федеральных органов исполнительной власти, утвержденная Указом Президента Российской Федерации от 22 сентября 1998 г. № 1142.
I. Правительство Российской Федерации
II. Федеральные министерства
- Министерство Российской Федерации по антимонопольной политике и поддержке предпринимательства
- Министерство Российской Федерации по атомной энергии
- Министерство внутренних дел Российской Федерации[1]
- Министерство государственного имущества Российской Федерации
- Министерство Российской Федерации по делам гражданской обороны, чрезвычайным ситуациям и ликвидации последствий стихийных бедствий[1]
- Министерство Российской Федерации по делам Содружества Независимых Государств
- Министерство здравоохранения Российской Федерации
- Министерство иностранных дел Российской Федерации[1]
- Министерство культуры Российской Федерации
- Министерство науки и технологий Российской Федерации
- Министерство национальной политики Российской Федерации
- Министерство обороны Российской Федерации[1]
- Министерство общего и профессионального образования Российской Федерации
- Министерство природных ресурсов Российской Федерации
- Министерство путей сообщения Российской Федерации
- Министерство региональной политики Российской Федерации
- Министерство сельского хозяйства и продовольствия Российской Федерации
- Министерство топлива и энергетики Российской Федерации
- Министерство торговли Российской Федерации
- Министерство транспорта Российской Федерации
- Министерство труда и социального развития Российской Федерации
- Министерство финансов Российской Федерации
- Министерство экономики Российской Федерации
- Министерство юстиции Российской Федерации, по Указу Президента Российской Федерации от 7 декабря 1998 г., № 1483 — Министерство юстиции Российской Федерации[1]
- Министерство Российской Федерации по налогам и сборам (введено Указом Президента Российской Федерации от 23 декабря 1998 г. № 1635)

III. Государственные комитеты Российской Федерации
- Государственный комитет Российской Федерации по государственным резервам
- Государственный комитет Российской Федерации по делам молодежи
- Государственный земельный комитет Российской Федерации
- Государственный комитет Российской Федерации по кинематографии
- Государственный комитет Российской Федерации по охране окружающей среды
- Государственный комитет Российской Федерации по рыболовству
- Государственный комитет Российской Федерации по печати
- Государственный комитет Российской Федерации по связи и информатизации
- Государственный комитет Российской Федерации по стандартизации и метрологии
- Государственный комитет Российской Федерации по статистике
- Государственный комитет Российской Федерации по строительной, архитектурной и жилищной политике
- Государственный таможенный комитет Российской Федерации
- Государственный комитет Российской Федерации по физической культуре и туризму

IV. Федеральные комиссии России
- Федеральная комиссия по рынку ценных бумаг
- Федеральная энергетическая комиссия Российской Федерации

V. Федеральные службы России
- Государственная налоговая служба Российской Федерации (исключена Указом Президента Российской Федерации от 23 декабря 1998 г. № 1635)
- Служба внешней разведки Российской Федерации[1]
- Федеральная авиационная служба России
- Федеральная архивная служба России
- Федеральная дорожная служба России
- Федеральная служба геодезии и картографии России
- Федеральная служба железнодорожных войск Российской Федерации[1]
- Федеральная миграционная служба России
- Федеральная служба России по гидрометеорологии и мониторингу окружающей среды
- Федеральная служба безопасности Российской Федерации[1]
- Федеральная служба России по валютному и экспортному контролю
- Федеральная служба лесного хозяйства России
- Федеральная служба налоговой полиции Российской Федерации, по Указу Президента Российской Федерации от 7 декабря 1998 г. № 1483 — Федеральная служба налоговой полиции Российской Федерации[1]
- Федеральная служба охраны Российской Федерации[1]
- Федеральная служба России по делам о несостоятельности и финансовому оздоровлению
- Федеральная пограничная служба Российской Федерации[1]
- Федеральная служба России по телевидению и радиовещанию

VI. Российские агентства
- Российское агентство по патентам и товарным знакам
- Российское космическое агентство
- Федеральное агентство правительственной связи и информации при Президенте Российской Федерации[1]

VII. Федеральные надзоры России
- Федеральный горный и промышленный надзор России
- Федеральный надзор России по ядерной и радиационной безопасности

VIII. Иные федеральные органы исполнительной власти
- Управление делами Президента Российской Федерации[1]
- Главное управление специальных программ Президента Российской Федерации[1]
- Государственная техническая комиссия при Президенте Российской Федерации[1]
- Комитет по конвенциальным проблемам химического и биологического оружия при Президенте Российской Федерации[1].

## 25 мая — 17 августа 1999 г.
Структура федеральных органов исполнительной власти, утвержденная Указом Президента Российской Федерации от 25 мая 1999 г. № 651.
I. Правительство Российской Федерации
II. Федеральные министерства
- Министерство Российской Федерации по атомной энергии
- Министерство внутренних дел Российской Федерации[1]
- Министерство государственного имущества Российской Федерации
- Министерство Российской Федерации по делам гражданской обороны, чрезвычайным ситуациям и ликвидации последствий стихийных бедствий[1]
- Министерство Российской Федерации по антимонопольной политике и поддержке предпринимательства
- Министерство Российской Федерации по делам Содружества Независимых Государств
- Министерство Российской Федерации по налогам и сборам
- Министерство здравоохранения Российской Федерации
- Министерство иностранных дел Российской Федерации[1]
- Министерство культуры Российской Федерации
- Министерство науки и технологий Российской Федерации
- Министерство обороны Российской Федерации[1]
- Министерство образования Российской Федерации
- Министерство по делам федерации и национальностей Российской Федерации
- Министерство природных ресурсов Российской Федерации
- Министерство путей сообщения Российской Федерации
- Министерство сельского хозяйства и продовольствия Российской Федерации
- Министерство топлива и энергетики Российской Федерации
- Министерство торговли Российской Федерации
- Министерство транспорта Российской Федерации
- Министерство труда и социального развития Российской Федерации
- Министерство финансов Российской Федерации
- Министерство экономики Российской Федерации
- Министерство юстиции Российской Федерации[1]
- Министерство Российской Федерации по физической культуре, спорту и туризму (введено Указом Президента Российской Федерации от 8 июня 1999 г. № 724)
- Министерство Российской Федерации по делам печати, телерадиовещания и средств массовых коммуникаций (введено Указом Президента Российской Федерации от 6 июля 1999 г. № 885)

III. Государственные комитеты Российской Федерации
- Государственный комитет Российской Федерации по делам Севера
- Государственный комитет Российской Федерации по земельной политике
- Государственный комитет Российской Федерации по кинематографии
- Государственный комитет Российской Федерации по охране окружающей среды
- Государственный комитет Российской Федерации по рыболовству
- Государственный комитет Российской Федерации по печати (исключен Указом Президента Российской Федерации от 6 июля 1999 г. № 885)
- Государственный комитет Российской Федерации по телекоммуникациям
- Государственный комитет Российской Федерации по стандартизации и метрологии
- Государственный комитет Российской Федерации по строительству и жилищно-коммунальному комплексу
- Государственный таможенный комитет Российской Федерации
- Государственный комитет Российской Федерации по молодежной политике

IV. Федеральные комиссии России
- Высшая аттестационная комиссия Российской Федерации (исключена Указом Президента Российской Федерации от 23 июля 1999 г. № 895)
- Федеральная комиссия по рынку ценных бумаг

V. Федеральные службы России* Служба внешней разведки Российской Федерации
- Федеральная служба воздушного транспорта России
- Федеральная архивная служба России
- Федеральная служба геодезии и картографии России
- Федеральная служба железнодорожных войск Российской Федерации[1]
- Федеральная миграционная служба России
- Федеральная служба России по гидрометеорологии и мониторингу окружающей среды
- Федеральная служба безопасности Российской Федерации[1]
- Федеральная служба России по валютному и экспортному контролю
- Федеральная служба России по финансовому оздоровлению и банкротству
- Федеральная служба лесного хозяйства России
- Федеральная служба налоговой полиции Российской Федерации[1]
- Федеральная служба охраны Российской Федерации[1]
- Федеральная пограничная служба Российской Федерации[1]
- Федеральная служба России по телевидению и радиовещанию (исключена Указом Президента Российской Федерации от 6 июля 1999 г. № 885)

VI. Российские агентства
- Российское авиационно-космическое агентство
- Российское агентство по боеприпасам
- Российское агентство по обычным вооружениям
- Российское агентство по системам управления
- Российское агентство по судостроению
- Российское агентство по государственным резервам
- Российское статистическое агентство
- Российское агентство по физической культуре и туризму (исключено Указом Президента Российской Федерации от 8 июня 1999 г. № 724)
- Российское дорожное агентство
- Федеральное агентство правительственной связи и информации при Президенте Российской Федерации[1]

VII. Федеральные надзоры России
- Федеральный горный и промышленный надзор России
- Федеральный надзор России по ядерной и радиационной безопасности

VIII. Иные федеральные органы исполнительной власти
- Главное управление специальных программ Президента Российской Федерации[1]
- Государственная техническая комиссия при Президенте Российской Федерации[1]
- Управление делами Президента Российской Федерации[1].

## 17 августа 1999 г. — 17 мая 2000 г.
Структура федеральных органов исполнительной власти, утвержденная Указом Президента Российской Федерации от 17 августа 1999 г. № 1062.
I. Правительство Российской Федерации
II. Федеральные министерства
- Министерство Российской Федерации по атомной энергии
- Министерство внутренних дел Российской Федерации[1]
- Министерство государственного имущества Российской Федерации
- Министерство Российской Федерации по делам гражданской обороны, чрезвычайным ситуациям и ликвидации последствий стихийных бедствий[1]
- Министерство Российской Федерации по антимонопольной политике и поддержке предпринимательства
- Министерство Российской Федерации по делам Содружества Независимых Государств
- Министерство Российской Федерации по делам печати, телерадиовещания и средств массовых коммуникаций
- Министерство Российской Федерации по налогам и сборам
- Министерство здравоохранения Российской Федерации
- Министерство иностранных дел Российской Федерации[1]
- Министерство культуры Российской Федерации
- Министерство Российской Федерации по физической культуре, спорту и туризму
- Министерство науки и технологий Российской Федерации
- Министерство обороны Российской Федерации[1]
- Министерство образования Российской Федерации
- Министерство по делам федерации и национальностей Российской Федерации
- Министерство природных ресурсов Российской Федерации
- Министерство путей сообщения Российской Федерации
- Министерство Российской Федерации по связи и информатизации (введено Указом Президента Российской Федерации от 12 ноября 1999 г. № 1487)
- Министерство сельского хозяйства и продовольствия Российской Федерации
- Министерство топлива и энергетики Российской Федерации
- Министерство торговли Российской Федерации
- Министерство транспорта Российской Федерации
- Министерство труда и социального развития Российской Федерации
- Министерство финансов Российской Федерации
- Министерство экономики Российской Федерации
- Министерство юстиции Российской Федерации[1]

III. Государственные комитеты Российской Федерации
- Государственный комитет Российской Федерации по делам Севера
- Государственный комитет Российской Федерации по земельной политике
- Государственный комитет Российской Федерации по кинематографии
- Государственный комитет Российской Федерации по охране окружающей среды
- Государственный комитет Российской Федерации по рыболовству
- Государственный комитет Российской Федерации по телекоммуникациям (исключен Указом Президента Российской Федерации от 12 ноября 1999 г. № 1487)
- Государственный комитет Российской Федерации по стандартизации и метрологии
- Государственный комитет Российской Федерации по статистике (введен Указом Президента Российской Федерации от 6 декабря 1999 г. № 1600)
- Государственный комитет Российской Федерации по строительству и жилищно-коммунальному комплексу
- Государственный таможенный комитет Российской Федерации
- Государственный комитет Российской Федерации по молодежной политике

IV. Федеральные комиссии России
- Высшая аттестационная комиссия Российской Федерации (исключена Указом Президента Российской Федерации от 15 октября 1999 г. № 1369)
- Федеральная комиссия по рынку ценных бумаг
- Федеральная энергетическая комиссия Российской Федерации

V. Федеральные службы
- Служба внешней разведки Российской Федерации[1]
- Федеральная служба воздушного транспорта России
- Федеральная архивная служба России
- Федеральная служба геодезии и картографии России
- Федеральная служба железнодорожных войск Российской Федерации[1]
- Федеральная миграционная служба России
- Федеральная служба России по гидрометеорологии и мониторингу окружающей среды
- Федеральная служба безопасности Российской Федерации[1]
- Федеральная служба России по валютному и экспортному контролю
- Федеральная служба России по финансовому оздоровлению и банкротству
- Федеральная служба лесного хозяйства России
- Федеральная служба налоговой полиции Российской Федерации[1]
- Федеральная служба охраны Российской Федерации[1]
- Федеральная пограничная служба Российской Федерации[1]

VI. Российские агентства
- Российское авиационно-космическое агентство
- Российское агентство по боеприпасам
- Российское агентство по обычным вооружениям
- Российское агентство по системам управления
- Российское агентство по судостроению
- Российское агентство по государственным резервам
- Российское статистическое агентство (исключено Указом Президента Российской Федерации от 6 декабря 1999 г. № 1600)
- Российское дорожное агентство
- Российское агентство по патентам и товарным знакам (введено Указом Президента Российской Федерации от 29 февраля 2000 г. № 443)
- Федеральное агентство правительственной связи и информации при Президенте Российской Федерации[1]

VII. Федеральные надзоры России
- Федеральный горный и промышленный надзор России
- Федеральный надзор по ядерной и радиационной безопасности

VIII. Иные федеральные органы исполнительной власти
- Главное управление специальных программ Президента Российской Федерации[1]
- Государственная техническая комиссия при Президенте Российской Федерации[1]
- Управление делами Президента Российской Федерации[1].